# Iperclorazione
L'iperclorazione è un trattamento chimico a base di cloro per la purificazione batterica dell'acqua.
Può essere "continua" o "shock". 
L'iperclorazione "shock" viene eseguita drenando l'acqua dall'impianto sotto trattamento ed immettendo una soluzione clorata a 50 ppm per 1 ora. Successivamente viene drenata la soluzione clorata ed eseguito il risciacquo con acqua di condotta sino al raggiungimento di 0,3 - 0,5 ppm di cloro residuo.